# I. zona nogometnog prvenstva Hrvatske 1947./48.
I. zona nogometnog prvenstva Hrvatske (kao i I Zona Varaždin) je bila jedna od pet zonskih liga prvenstva Hrvatske u nogometu, ujedno i trećeg ligaškog ranga nogometnog prvenstva Jugoslavije u sezoni 1947./48. 

Sudjelovalo je šest klubova s područja sjverne Hrvatske, a prvak je bio "Braća Bakić" iz Bjelovara.

## Ljestvica
| mj. | klub                 | ut. | pob. | ner. | por. | gol+ | gol- | GR  | bod |
| --- | -------------------- | --- | ---- | ---- | ---- | ---- | ---- | --- | --- |
| 1.  | Braća Bakić Bjelovar | 10  | 8    | 0    | 2    | 33   | 11   | +22 | 16  |
| 2.  | Jedinstvo Čakovec    | 10  | 7    | 1    | 2    | 22   | 12   | +10 | 15  |
| 3.  | Slaven Koprivnica    | 10  | 5    | 2    | 3    | 25   | 16   | +9  | 12  |
| 4.  | Radnik Daruvar       | 10  | 4    | 2    | 4    | 24   | 27   | -3  | 10  |
| 5.  | Sloboda Varaždin     | 10  | 1    | 2    | 7    | 12   | 31   | -19 | 4   |
| 6.  | Borac Virovitica     | 10  | 1    | 1    | 8    | 11   | 40   | -29 | 3   |

- "Braća Bakić" (Bjelovar) plasirao se u završnicu Prvenstva Hrvatske po kup-natjecanju. Sljedeće sezone igrat će u jedinstvenoj Hrvatskoj ligi.
- Iz lige su ispali "Radnik" (Daruvar) i "Borac" (Virovitica). Sloboda (Varaždin) je igrala u kvalifikacijama za opstanak u ligi – uspjela (bolja od Lokomotive, Novska)
- Novi članovi lige: 
  - "Kalnik" (Križevci),
  - "Tekstilac" (Oroslavje),
  - "Mladost" (Zabok)

### Kvalifikacije za opstanak-ulazak u ligu
| Sloboda (Varaždin) | – | Lokomotiva (Novska) | 3:1 | 1:1 |

## Rezultatska križaljka
| kratica | klub                 | BOR | BRB | JED | RAD | SLA | SLO |
| --- | -------------------- | --- | --- | --- | --- | --- | --- |
| BOR | Borac Virovitica     |     |     |     |     |     |     |
| BRB | Braća Bakić Bjelovar |     |     |     |     |     |     |
| JED | Jedinstvo Čakovec    |     |     |     |     |     |     |
| RAD | Radnik Daruvar       |     |     |     |     |     |     |
| SLA | Slaven Koprivnica    |     |     |     |     |     |     |
| SLO | Sloboda Varaždin     |     |     |     |     |     |     |
| |                      |     |     |     |     |     |     |
| podebljan rezultat - utakmice od 1. do 5. kola (1. utakmica između klubova) rezultat normalne debljine - utakmice od 6. do 10. kola (2. utakmica između klubova) rezultat nakošen - nije vidljiv redoslijed odigravanja međusobnih utakmica iz dostupnih izvora rezultat nakošen i smanjen * - iz dostupnih izvora nije uočljiv domaćin susreta prekrižen rezultat - poništena ili brisana utakmica p - utakmica prekinuta 3:0 p.f. / 0:3 p.f. - rezultat 3:0 bez borbe |                      |     |     |     |     |     |     |

 Izvori: 

## Završnica prvenstva
| Četvrtfinale           | Četvrtfinale | Četvrtfinale        |     |     |                                                                 |
| ---------------------- | ------------ | ------------------- | --- | --- | --------------------------------------------------------------- |
| Braća Bakić (Bjelovar) | –            | Zadar               | 2:3 | 1:3 |                                                                 |
| Milicioner (Zagreb)    | –            | Naprijed (Sisak)    | 3:0 | 0:0 |                                                                 |
| Slaven (Borovo)        | –            | Proleter (Osijek)   | 0:2 | 1:3 |                                                                 |
| Šibenik                | –            | Primorje (Sušak)    | 4:1 | 1:3 |                                                                 |
| Polufinale             |              |                     |     |     |                                                                 |
| Proleter (Osijek)      | –            | Šibenik             | 5:1 | 3:2 |                                                                 |
| Zadar                  | –            | Milicioner (Zagreb) | 1:8 | 1:4 |                                                                 |
| Finale                 |              |                     |     |     |                                                                 |
| Milicioner (Zagreb)    | –            | Proleter (Osijek)   | 1:1 | 1:2 | 0:1, ponovljena treća utakmica (nakon dvije poništene utakmice) |

## Poveznice
- Završnica prvenstva Hrvatske 1947./48.
- II. zona prvenstva Hrvatske 1947./48.
- III. zona prvenstva Hrvatske 1947./48.
- V. zona prvenstva Hrvatske 1947./48.
- Nogometno prvenstvo Jugoslavije – 3. ligaški rang 1947./48.